# شتالهوفن ام ویزنزه
شتالهوفن ام ویزنزه (به آلمانی: Stahlhofen am Wiesensee) یک شهر در آلمان است که در وستروالدکرایس واقع شده‌است. شتالهوفن ام ویزنزه ۳۴۸ نفر جمعیت دارد.